# Единый реестр запрещённых сайтов
Единый реестр доменных имён, указателей страниц сайтов в сети «Интернет» и сетевых адресов, позволяющих идентифицировать сайты в сети «Интернет», содержащие информацию, распространение которой в Российской Федерации запрещено, — автоматизированная информационная система ведения и использования базы данных о сайтах, содержащих запрещённую к распространению в России информацию.
Реестр находится в ведении Роскомнадзора в соответствии с постановлением Правительства Российской Федерации от 26.10.2012 года № 1101.
Реестр был создан в соответствии с федеральным законом от 28.07.2012 № ФЗ-139, которым была внесена в федеральный закон № 149-ФЗ «Об информации, информационных технологиях и о защите информации» статья 15.1. Эта статья устанавливает, в частности, основания для включения сайтов в список запрещённых. Досудебное закрытие сайтов возможно после решения федерального органа при наличии:
- детской порнографии или объявлений о привлечении несовершеннолетних в качестве исполнителей в мероприятиях порнографического характера;
- информации об изготовлении или получении наркотиков, психотропных веществ и их прекурсоров;
- информации о способах совершения суицида, а также призывов к его совершению;
- информации о несовершеннолетних, пострадавших в результате преступлений;
- информации, пропагандирующей нетрадиционные сексуальные отношения и (или) предпочтения, педофилию, смену пола, отказ от деторождения;

Выше указан неполный перечень предусмотренных оснований для блокировок. Также подлежат закрытию ресурсы, содержащие информацию, распространение которой запрещено решением суда (онлайн-казино, экстремистские материалы, торговля поддельными дипломами и т. д.).
21 ноября 2013 года в «Российской газете» был опубликован Приказ Роскомнадзора, ФСКН России и Роспотребнадзора № 1022/368/666, утвердивший критерии оценки информации для включения сайтов в реестр сайтов с запрещённой информацией.

## Веб-сайт
Доступ к реестру организован с помощью сайта eais.rkn.gov.ru, который, однако, не предоставляет обычным пользователям возможности посмотреть весь реестр или его часть, он обеспечивает только:
- получение ответа, находится ли в реестре тот или иной сайт либо какие-либо его страницы;
- подачу сообщения о сайте, содержащем запрещённую информацию, для последующего включения ресурса в реестр (сообщать можно анонимно);
- получение операторами связи, имеющими российскую лицензию, полных списков ресурсов, включённых в реестр.

## История
7 июня 2012 года в Государственную думу был внесён проект Федерального закона Российской Федерации «О внесении изменений в Федеральный закон „О защите детей от информации, причиняющей вред их здоровью и развитию“ и отдельные законодательные акты Российской Федерации по вопросу ограничения доступа к противоправной информации в сети Интернет», разработанный с участием Лиги безопасного интернета. В законопроекте предполагалось внесение в федеральные законы положений, позволяющих ограничить доступ к интернет-сайтам, содержащим противоправную информацию. Ряд экспертов высказал опасения, что данные меры будут использоваться для цензуры Интернета.
10 июля 2012 года перед вторым голосованием по законопроекту в знак протеста была организована забастовка русскоязычного сегмента Википедии. Его работа была временно прекращена, содержимое всех страниц скрыто от просмотров, на главной странице проекта размещён информационный баннер. В соответствующем пресс-релизе русской Википедии утверждалось, что предлагаемые „поправки могут стать основой для реальной цензуры в сети Интернет…“.
11 июля 2012 года законопроект был принят сразу во втором и третьем чтениях. 28 июля 2012 года был окончательно принят и подписан президентом под номером № 139-ФЗ. Были внесены изменения, в том числе, в Федеральный закон 149-ФЗ „Об информации, информационных технологиях и защите информации“.
В октябре 2012 года на конференции RIW Екатерина Ларина (директор департамента госполитики в области СМИ Минкомсвязи) заявила, что Федеральный закон № 139-ФЗ был „написан, по сути, для борьбы именно с зарубежными сайтами — для их блокирования на уровне операторов связи“.
Реестр был создан по образцу системы Росфинмониторинга, которая используется для блокирования банковских счетов террористов.
1 ноября 2012 года начал работу сайт. За первые 12 часов работы его посетило 100 тысяч уникальных пользователей.
Пиратская партия России решила продемонстрировать неэффективность создания реестра запрещённых сайтов. Она запустила проект РосКомСвобода, в рамках которого принимаются заявки на предоставление анонимного доступа к сайтам, которые заблокированы в РФ по тем или иным причинам. Доступ осуществляется с серверов, находящихся за пределами России и не подпадающих под действия системы блокирования.
14 ноября 2012 года Елена Мизулина (один из авторов законопроекта) заявила, что профилактическая цель закона — без применения наказания добиться безопасной информационной среды — достигнута.
По заказу Лиги безопасного интернета ведётся разработка автоматической системы поиска, распознавания и удаления запрещённой информации.
23 ноября 2012 года сайт удостоился премии РОТОР в номинации «Открытие года».

## Процедура обработки жалоб
По сообщениям РИА Новости, процедура обработки жалоб состоит из нескольких этапов:
- поданные посетителями сайта сообщения фильтруются на предмет спама;
- специалисты Роскомнадзора фиксируют заявления о потенциально неприемлемых сайтах;
- заявки направляются для получения экспертного заключения о наличии нарушений;
- ресурс вносится в реестр;
- хостинг-провайдерам этих сайтов направляется уведомление.

Если жалоба на ресурс будет принята, то сайт может быть заблокирован в течение шести дней от даты жалобы:
- сутки на передачу запроса от Роскомнадзора в уполномоченный орган;
- сутки на рассмотрение обращения уполномоченным органом и направление ответа оператору реестра;
- трое суток на удаление контента владельцем ресурса или блокировку страницы хостинг-провайдером;
- сутки на блокировку страницы оператором связи, если запрещённую информацию не уберут владельцы и не заблокируют интернет-провайдеры.

После удаления запрещённого контента ресурс будет исключён из реестра.
По справке Российской газеты, решение о внесении в реестр смогут принимать, кроме Роскомнадзора, также МВД (борьба с порнографией), ФСКН (оборот наркотиков) и Роспотребнадзор (призывы к самоубийству).
Операторы «МТС» и «Вымпелком» подтвердили, что уже располагают системами фильтрации трафика и тестировали взаимодействие своих систем с реестром запрещённых сайтов. Обе компании заявили о значительных дополнительных затратах (около 50 млн $) на разработку и поддержание подобных систем.
3 ноября 2012 года на сайте Роскомнадзора было сообщено, что Google и YouTube официально уведомили о готовности принимать на специально выделенные адреса электронной почты сведения о записях в реестре информации, запрещённой к распространению на территории Российской Федерации.
15 ноября 2012 года Е. Мизулина пояснила, что для блокирования копий ранее запрещённой информации дополнительное экспертное заключение не требуется:

Если однажды какая-либо информация признана запрещённой, то даже если она размещается в других местах, она подлежит удалению. Без каких-либо дополнительных экспертиз.

### Обжалование решений о включении в реестр
По информации Роскомнадзора, обжаловать решение о включении сайта в реестр могут владелец сайта, провайдер хостинга или оператор связи в судебном порядке в трёхмесячный срок.
Также, в случае удаления противоправной информации, возможно удаление сайта из реестра по обращению владельца сайта, провайдера хостинга или оператора связи. Такие обращения должны быть обработаны Роскомнадзором в течение трёх дней.

### Прокурорские блокировки
С 1 февраля 2014 года вступил в силу Федеральный закон № 398-ФЗ от 28.12.2013, который вводит новый порядок незамедлительной блокировки информации во внесудебном порядке. Он позволяет генпрокурору и его заместителям блокировать сайты и домены, содержащие «призывы к массовым беспорядкам, осуществлению экстремистской деятельности, разжиганию межнациональной и (или) межконфессиональной розни, участию в террористической деятельности». Уведомление владельцев ресурса производится в течение суток.

## Известные сайты, включённые в реестр

### 2012 год
- 8 ноября — сайт «Абсурдопедия» на Wikia: в реестр был внесён за шуточную статью «Как правильно: Совершить суицид»; после этого статья была удалена[31]. Поскольку в реестр был внесён IP-адрес «Абсурдопедии», под блокировку попали все энциклопедии, использующие хостинг Wikia[32].
- К 9 ноября в реестр было внесено, по словам Александра Жарова, более 180 сайтов[33], из них блокированию подлежала 41 страница. На заседании профильного комитета сообщалось, что причиной внесения в реестр для 40 % страниц была информация о наркотиках, для 30 % — информация о суицидах и для 10 % — распространение детской порнографии[17].
- 11 ноября — интернет-энциклопедия «Луркоморье»[34]. По решению ФСКН, в реестр внесли IP-адрес, на котором располагался интернет-проект «Луркоморье» (Lurkmore.to)[31]. Уже вечером 11 ноября некоторые интернет-провайдеры России заблокировали доступ к ресурсу. 13 ноября, после удаления двух страниц, ресурс из реестра исключили[35].
- 11 ноября — интернет-библиотека и портал «Либрусек» по решению ФСКН[36]. Вся библиотека была заблокирована за описание конопляного супа в тексте «Поваренной книги анархиста»[37]. 13 ноября «Либрусек» был исключён из реестра, поскольку администрация сайта удалила «Поваренную книгу»[38][39].
- 12 ноября — список запрещённых сайтов был опубликован пользователем Живого Журнала[37].
- 12 ноября — одна из страниц RuTracker.org была включена в реестр, но доступ к самому сайту не был запрещён[23]. 13 ноября, после удаления информации, сайт из реестра удалили[40].
- К 14 ноября из списка заблокированных был удалён 21 сайт[41].
- 18 ноября — был внесён один из адресов CDN google на домене gstatic.com[42][43][44]. 19 ноября адрес удалён из реестра.

### 2013 год
- 8 февраля — сайт Lj.rossia.org включён в реестр запрещённых сайтов[45]. Впоследствии исключён после мер, принятых администрацией сервиса[46].
- 5—8 апреля — стало известно, что в реестр внесены 12 статей русской Википедии и две статьи английской Википедии[47][48][49]. По состоянию на 1 ноября 2013 года, в реестре оставалось четыре статьи русской Википедии.
- 24 мая — социальная сеть «ВКонтакте» была внесена в реестр из-за того, что в сети вновь разместили фотографии, попадающие под определение «детской порнографии»[50][51]. Первым доступ к соцсети заблокировал провайдер «ТТК-Чита»[52]. Чуть позже в Роскомнадзоре заявили, что соцсеть была внесена в реестр ошибочно[53].

### 2014 год
- 10 июля — по решению Октябрьского районного суда города Пензы в реестр запрещённых сайтов была внесена спортивная энциклопедия sportswiki.ru за пропаганду наркотиков. Иск был подан генеральным директором ООО «Парафарм»[54][55]. 17 ноября домен sportswiki.ru был исключён из реестра.

### 2015 год
- 12 августа — ресурс Reddit заблокирован Роскомнадзором из-за наличия на нём страницы с запрещённым к распространению на территории России контентом[56]. 13 августа блокировка была снята по причине блокировки ресурсом доступа к этой странице с территории России[57].
- 12 февраля — заблокирован Rutracker в связи с нарушением авторского права .

### 2016 год
- 8 июня — в реестр был внесён пост на сайте Пикабу с шуточной инструкцией «по превращению в фею огня» из мультсериала Клуб Винкс: Школа волшебниц[58].
- 13 сентября — сайт Pornhub был заблокирован Роскомнадзором на всей территории России по решению Бутурлиновского районного суда Воронежской области[59] в связи с тем, что «предусмотрен запрет на распространение информации об обороте порнографических материалов или предметов»[60].
- 7 ноября — заблокирован Pornolab.net — крупнейший порнотрекер в СНГ[61]. 21 ноября в реестр запрещённых сайтов были внесены также два оставшихся зеркала сайта: Pornolab.cc и Pornolab.biz[62].
- 17 ноября — социальная сеть LinkedIn[63] была заблокирована по решению Московского городского суда[64].
- 19 декабря — заблокирован Telegram (разблокирован 17 июня 2020 года).

### 2021 год
- сайт «Умного голосования» в связи с тем, что сайт используется ФБК, который признан экстремистской организацией[65].

### 2022 год
- 4 марта — заблокирован Facebook из-за «дискриминации российских СМИ и информационных ресурсов»[66], а также за экстремистскую деятельность после того, как стало разрешено использовать язык вражды в отношении военнослужащих РФ[67].
- 5 марта — заблокирован X(Twitter) «по решению Генпрокуратуры от 24 февраля 2022 года»[66].
- 14 марта — заблокирован Instagram из-за смены формулировки правил, в которых допускается язык вражды в отношении военнослужащих РФ[67].
- 7 августа — заблокирован Patreon по требованию Генпрокуратуры[68].
- 19 октября — заблокирован Metacritic[69].
- 2 октября — заблокирован SoundCloud по требованию Генпрокуратуры. Ведомство назвало причиной блокировки размещённые на сайте материалы, «содержащие недостоверную информацию относительно сущности» «спецоперации» на Украине.

### 2023 год
- октябрь 2023 — без предварительного предупреждения заблокирован старейший имиджборд Рунета «Ычан»[70].

### 2024 год
- июль 2024 — заблокирован YouTube канал Ильи Андреева[71].
- октябрь 2024 — заблокирован Discord в связи с нарушением требований российского законодательства[72].
- июль 2024 — заблокирован сайт с фанфиками «Фикбук» за отказ удалять ЛГБТ-контент[73]
- декабрь 2024 — заблокирован Viber в связи с нарушением требований российского законодательства. Также были заблокированы крупные сайты просмотра аниме (jut.su, AnimeGO, Yummy).
- 9 августа 2024 года — заблокирован Signal причина блокировки — «нарушение российского законодательства»
- 16 июля 2024 года — заблокирован Envato была инициирована Мещанской межрайонной прокуратурой в результате мониторинга сети Интернет. В ходе этого мониторинга было выявлено, что на сайте размещена информация, содержащая пропаганду нетрадиционных сексуальных отношений.

## Аналоги в других странах
- Проект «Золотой щит» (англ. The Golden Shield Project, кит. 金盾工程, jīndùn gōngchéng; неофициальное название — «Великий китайский файрвол» (англ. Great Firewall of China — игра слов, производное от англ. Great Wall of China — Великая Китайская стена) — система фильтрации содержимого Интернета в КНР, полностью введённая в эксплуатацию в 2003 году. Проект представляет собой систему серверов на интернет-канале между провайдерами и международными сетями передачи информации, которая фильтрует информацию.
- 9 ноября 2012 года Австралия отказалась от планов введения для провайдеров обязательных тематических интернет-фильтров. Но провайдеры будут блокировать 1400 сайтов с детской порнографией из списка «худших ресурсов» Интерпола[74]. Три австралийских провайдера блокируют сайты из данного списка с 2010 года.